# Congrès pour la liberté de la culture
Pour les articles homonymes, voir CCF.
Le Congrès pour la liberté de la culture (en anglais : Congress for Cultural Freedom - CCF), fondé en 1950 et domicilié à Paris, est une association culturelle anticommuniste.
En avril 1966, il est révélé que la CIA finance secrètement le Congrès au travers de fondations écrans, ce qui fait scandale. Le Congrès est par la suite renommé Association internationale pour la liberté de la culture (en anglais : International Association for Cultural Freedom - IACF). À son apogée, le cercle était actif dans pas moins de 35 pays et recevait des subsides importants de la Fondation Ford.

## Fondation
Le Congrès international pour la liberté de la culture (CILC) est fondé au Titania Palace à Berlin-Ouest le 26 juin 1950 pour trouver des moyens de contrer l'idée que la démocratie libérale serait moins compatible avec la culture que ne le serait le communisme. Dirigé par l'agent de la CIA Michael Josselson, ce congrès constituait une réponse au Congrès mondial des intellectuels pour la paix de Wroclaw et au Congrès mondial des partisans de la paix de Paris, tenus respectivement en 1948 et 1949, dans un contexte de radicalisation de la guerre froide, lancés, contrôlés et financés par l'URSS.

Pour le CILC, il s'agissait de répondre aux offensives politiques et idéologiques du mouvement communiste international et de s’opposer à l’influence communiste dans le monde intellectuel. L'objectif du Congrès était de « trouver une réponse morale et politique à la menace totalitaire » et de lutter contre les positions neutralistes et pacifistes des intellectuels européens, autour du thème « La liberté contre le totalitarisme ». Lors de la conférence de Berlin, Nicolas Nabokov proclame : 

« Avec ce Congrès nous devons construire une organisation de guerre. »

Le lieu du Congrès n'est pas choisi au hasard, puisque Berlin sort tout juste d'un blocus imposé par l'Union soviétique. Parmi les personnalités présentes au Titania Palace on dénombre tous types d’intellectuels anti-staliniens : des conservateurs et, en plus grand nombre, des membres de la gauche non communiste : Franz Borkenau, Karl Jaspers, John Dewey, Ignazio Silone, James Burnham, Hugh Trevor-Roper, Arthur Schlesinger, Bertrand Russell, Ernst Reuter, Raymond Aron, Benedetto Croce, Jacques Maritain, Arthur Koestler, James T. Farrell, Richard Löwenthal, Robert Montgomery, Américo Ghioldi, Tennessee Williams et Sidney Hook. Ernst Reuter, maire de Berlin-Ouest de 1948 à 1953, préside le comité d'organisation, tandis que Melvin J. Lasky, citoyen américain installé en Allemagne, assure la fonction de secrétaire général.
Au sein du comité américain, l’American Committee for Cultural Freedom (ACCF), ce sont les intellectuels ex-communistes qui affirment avec le plus de véhémence la nécessité d’une résistance au communisme : Franz Borkenau (membre du Parti communiste d'Autriche jusqu’en 1929), Sidney Hook (compagnon de route des communistes dans les années 1920) ; Arthur Koestler (membre du Parti communiste d'Allemagne de 1931 à 1938) et James Burnham (membre de la Quatrième Internationale de 1934 à 1940). Koestler et Borkenau appuient « à fond l’idée de la constitution d’un mouvement d’opposition frontal au communisme international. » Burnham s’est même prononcé en faveur de la fabrication de bombes atomiques américaines. Il a ensuite démissionné de l’ACCF, estimant que celui-ci faisait preuve de trop de mollesse.

## Activités
La charte fondatrice, base des statuts et la ligne directrice de l’activité du Congrès fut le « Manifeste aux hommes libres ».
Le Congrès a œuvré pour s’opposer à toute forme de totalitarisme, qu’il fût d'extrême gauche ou d'extrême droite, a soutenu des victimes de n’importe lequel de ces régimes et encouragé des intellectuels à travers le monde à penser plus librement.
Selon Roselyne Chenu, le programme européen dont la responsabilité lui incombait, dépensait autant de temps et d’argent pour aider des intellectuels d’Europe centrale et orientale que ceux de l’Espagne de Franco, de la Grèce des colonels et du Portugal de Salazar.
Son action s'étend également dans la musique et les arts plastiques : c'est d'ailleurs à Paris en 1952 qu'a lieu le premier évènement, un concert au Théâtre des Champs-Élysées. Par la suite, tous les musées européens sont invités à accueillir les tenants de l'expressionnisme abstrait, art présenté comme authentiquement américain (mais résolument non social car non figuratif).
Le Congrès réussit à obtenir suffisamment de fonds pour détenir des bureaux dans 35 pays, entretenir un large personnel, financer des événements internationaux et produire de nombreuses publications. Au début des années 1960, le Congrès monta une campagne pour discréditer le poète chilien Pablo Neruda. La campagne s'intensifia, et ce, avec l'aide de René Tavernier, quand il apparut que Neruda était candidat au prix Nobel de 1963. Jean-Paul Sartre a également été une cible du Congrès, ainsi que Simone de Beauvoir, à travers des articles dans Preuves.
Dans les années 1960, le Congrès a davantage cherché à nouer des relations avec les intellectuels « révisionnistes » d’Europe de l’Est et à soutenir la dissidence (des liens ont été entretenus avec la Pologne principalement). De 1958 à 1969, le Congrès finança les publications de nombreux intellectuels et artistes libéraux qui ignoraient souvent le rôle occulte de la CIA et croyaient à un financement par des fondations. Parmi ceux-ci se trouvaient Heinrich Böll, Siegfried Lenz et les revues Preuves (Raymond Aron), Der Monat (Melvin J. Lasky), Tempo presente (Ignazio Silone) et Encounter (Irving Kristol).

## Implication de la CIA

### Le scandale de 1967
Le 23 avril 1966, The New York Times révèle que le Congrès reçoit depuis sa fondation un financement de la CIA. En 1967, les magazines Ramparts et Saturday Evening Post enquêtent à leur tour sur le financement par la CIA d'un certain nombre d'associations culturelles anticommunistes dans le but de gagner le soutien des sympathisants progressistes de l'Union soviétique. Ces reportages sont crédités par une déclaration d'un ancien directeur d'opérations secrètes à la CIA qui admet le financement par la CIA et les opérations du Congrès.
La révélation provoque de nombreux départs. S'exprimant à propos des revues financées par la CIA, François Bondy, qui dirige Preuves, ou Raymond Aron, qui y écrit, défendent l'idée que les financements étaient secrets et inconnus même des dirigeants, et donc qu'il était impossible à la CIA d'exercer sur eux une influence directe. Aron, dans ses Mémoires, affirme qu'il ignorait bien le financement par la CIA de Preuves, mais n'en défend pas moins cette opération. Il rappelle la liberté dont bénéficiait les intellectuels du Congrès et oppose le Congrès à l'obéissance des intellectuels manipulés par l'Union soviétique comme Frédéric Joliot-Curie.
Denis de Rougemont, Manès Sperber, Pierre Emmanuel étaient d'autres intellectuels français proches du Congrès. Aron côtoya au Congrès George F. Kennan, Robert Oppenheimer et Michael Polanyi. La politique visée par la CIA était de permettre l'émergence d'un centre-gauche démocratique non communiste et proche des idées libérales.

Aujourd'hui, alors que ses archives concernant cette époque sont déclassifiées, la CIA affirme que 

« le Congrès pour la liberté de la culture est largement considéré comme une des opérations secrètes de la CIA les plus osées et efficaces de la guerre froide. »

### Poursuites
Des théories sur le bras australien de l'Association internationale pour la liberté de la culture abondent depuis 1975 au moment où le gouverneur-général d'Australie, membre de l'association selon William Blum, tel que cité par John Pilger, membre de l'exécutif de la branche australienne, révoque le gouvernement du premier ministre Gough Whitlam. Cette décision est décrite par certains comme un coup d'État préparé depuis les États-Unis.

## Postérité
Aujourd'hui, les archives de l'Association internationale pour la liberté de la culture et de son prédécesseur, le Congrès pour la liberté de la culture, sont conservées parmi les collections spéciales du centre de recherche de la bibliothèque de l'université de Chicago.
Les publications financées à l'origine par le Congrès comprennent :
- Quadrant, une publication politique de l'Association australienne pour la liberté de la culture.
- Encounter (1953-1990), revue culturelle publiée au Royaume-Uni, de diffusion internationale ; dirigée par Stephen Spender, Irving Kristol, puis Melvin J. Lasky.
- Soviet Survey : A Quarterly Review of Cultural Trends, revue créée en 1955 et basée à Londres, placée dans les premiers temps sous la direction du soviétologue Walter Laqueur. Ce trimestriel s’intéressait à la vie intellectuelle, artistique et politique des pays du bloc de l'Est.
- Solidarity, un mensuel culturel, intellectuel et littéraire des Philippines.
- Preuves, revue française publiée de 1951 à 1974[12].
- Der Monat, revue allemande fondée en 1948 qui reçoit les premiers subsides du Congrès vers 1958.
- Tempo presente, revue italienne publiée à partir de 1956 par Ignazio Silone et Nicola Chiaromonte.

### Filmographie
- Benutzt und gesteuert - Künstler im Netz der CIA (Quand la CIA infiltrait la culture), documentaire de Hans-Rüdiger Minow, Arte Germany/ZDF, 2006, 52 min

### Radio
- « RDV avec X », France Inter, émissions des samedi 15 et 22 mars 2008 sur Irving Brown, la CIA et le Congrès pour la liberté de la culture